# Arndtodesmus coendu
Arndtodesmus coendu är en mångfotingart som beskrevs av Christoph D. Schubart 1945. Arndtodesmus coendu ingår i släktet Arndtodesmus, ordningen banddubbelfotingar, klassen dubbelfotingar, fylumet leddjur och riket djur. Inga underarter finns listade i Catalogue of Life.